# Toyota FT-1
Toyota FT-1 to samochód koncepcyjny zaprezentowany w styczniu 2014 roku podczas North American International Auto Show. Symbol FT to skrót od Future Toyota, zaś 1 oznacza "numer 1, najlepszy". Na podstawie auta koncepcyjnego powstała nowa generacja Toyoty Supry, generacji A90.
FT-1 ma silnik umieszczony z przodu, który napędza tylną oś. Projekt jest inspirowany sportowymi samochodami Toyoty – modelami 2000GT, Supra, MR-2, i konceptem FT-HS z 2007 roku.
Model został pierwotnie zaprojektowany jako wirtualny pojazd do gry Gran Turismo na platformę PlayStation. Opracowało go studio CALTY Design Research. Prezydent studia, Kevin Hunter, podsunął myśl opracowania prawdziwego samochodu koncepcyjnego oraz ewentualnego wprowadzenia go do produkcji Akio Toyodzie, prezydentowi Toyota Motor Corporation, twierdząc, że Toyota potrzebuje sztandarowego samochodu sportowego, skoro Scion ma FR-S, a Lexus ma w ofercie Lexus LFA.
Drugi FT-1 został zaprezentowany w Monterey Jet Center w Kalifornii w sierpniu 2014. Grafitowy kolor miał pokazać uniwersalność modelu, tym razem kojarząc się z super-bohaterami.

## Wersja produkcyjna
Wersja produkcyjna powstanie prawdopodobnie we współpracy z BMW. Toyota zastrzegła ponownie nazwę Supra, jednak nie wiadomo jeszcze, czy taką nazwę będzie nosiła wersja produkcyjna FT-1. Do wyboru będą prawdopodobnie 3 silniki benzynowe: 2.0 o mocy 218 KM, 3.0 o mocy 320 KM oraz 3.0 o mocy 400 KM. Według Alexa Shena ze studia projektowego Toyoty Calty Design Research, cena produkcyjnego FT-1 będzie wynosiła około 60000 USD.